# Giampaolo Ricci
Giampaolo Ricci, detto Pippo (Chieti, 27 settembre 1991), è un cestista italiano, che gioca nel ruolo di ala grande nell'Olimpia Milano e nella nazionale italiana di pallacanestro.

## Carriera

### Italia

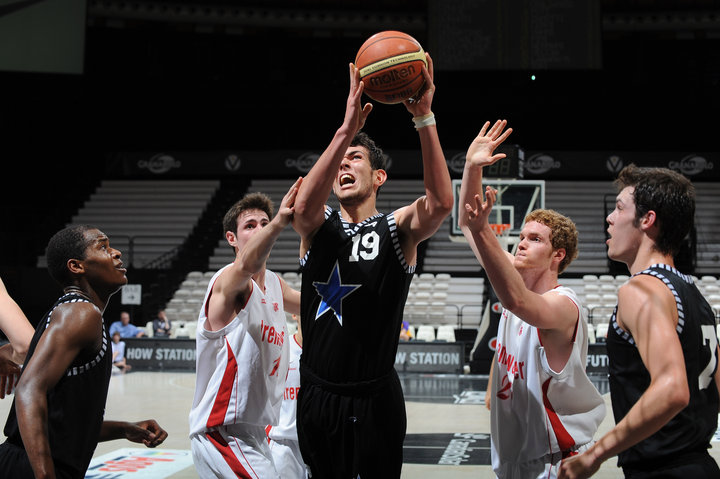
Finali nazionali italiane Under 19 del 2010 con la Stella Azzurra Roma.

Inizia la sua carriera cestistica a Chieti, la sua città, crescendo dapprima nelle giovanili dell'Audax Basket Chieti (oggi Magic Basket Chieti) e successivamente nella società Pallacanestro Chieti.
Nel 2008 è reclutato da coach Germano D’Arcangeli alla Stella Azzurra di Roma dove gioca i suoi ultimi due anni di giovanili. Contemporaneamente alle giovanili partecipa il primo anno al campionato Serie C regionale (campionato concluso in finale playoff) e il secondo anno in Divisione Nazionale B (perdendo al primo turno playoff).
Nel 2010-11 gioca in Divisione Nazionale B sempre nella Stella Azzurra Roma salvandosi al primo turno playout.
Milita dal 2011-12 nell'Unione Cestistica Casalpusterlengo con cui ha disputato le prime due stagioni in Divisione Nazionale A; dalla stagione 2013/2014 è protagonista in Divisione Nazionale A Silver concludendo il campionato in finale play-off con medie di 10,7 punti (48% al tiro da due, 33% al tiro da tre) e 6 rimbalzi a partita.
Quell’anno vince l’Oscar Giba come Giocatore più migliorato della Divisione Nazionale A Silver 2013-14.
Sempre con Casalpusterlengo esordisce nella stagione 2014-15 in Serie A2 Gold e conclude l'anno giocando 26 partite con 11,2 punti di media e 5,5 rimbalzi.
Partecipa all'All Star Game 2015 LNP Assit chiudendo la partita con 5 punti in 11 minuti di gioco.
Nella stagione 2015-16 milita nella Scaligera Basket Verona nel campionato di Serie A2 2015-2016 (pallacanestro maschile). Dopo aver giocato 28 partite con medie di 6,1 punti (47% al tiro da due, 31% al tiro da tre), 3,8 rimbalzi e 0,5 assist, vince lo Scaligero d'Oro: premio destinato al giocatore più votato della Tezenis Scaligera Basket nell'annata 2015-16. 
Per il 2016-17 firma un contratto con la società Derthona Basket con cui mette a referto 10,48 punti e 6,18 rimbalzi di media in 29 partite.
Nell'estate 2017 vince il campionato d'Europa di basket delle Università con la maglia del Cus Bologna, traguardo mai raggiunto da nessuna università italiana a livello europeo.
Da luglio 2017 è ufficialmente un giocatore della Vanoli Cremona sotto la guida di Romeo Sacchetti. Chiude l'annata 2017-18 con 32 partite giocate con medie a partita di 12 minuti, 4.5 punti (44% al tiro da due, 27% al tiro da tre), 2,9 rimbalzi e 0,6 assist. L'anno successivo (2018-19) è presente in 38 partite con medie a partita di 9,4 punti (54% al tiro da due, 29% al tiro da tre), 4,3 rimbalzi e 0,7 assist. 
Il 17 febbraio 2019 vince insieme alla Vanoli Cremona la prima Coppa Italia della società conquistando anche i trofei di miglior rimbalzista e miglior difensore dell'edizione.
Il 13 giugno 2019 firma un contratto biennale con la Virtus Bologna. Sotto la guida di coach Sasha Djordjevic disputa 20 partite di regular season 2019/2020 entrando in ognuna di queste in quintetto e chiudendo il campionato con le seguenti medie a partita: 23,8 minuti, 9,2 punti (52,9% da due e 43,8% da tre), 4,9 rimbalzi e 1,9 assist. Chiude l'anno successivo 2020/2021 giocando 28 partite (sempre in quintetto base e con il titolo di capitano della squadra) con le seguenti medie a partita: 20,2 minuti, 6,4 punti (54,4% da due e 36% da tre), 4,3 rimbalzi e 1,6 assist.

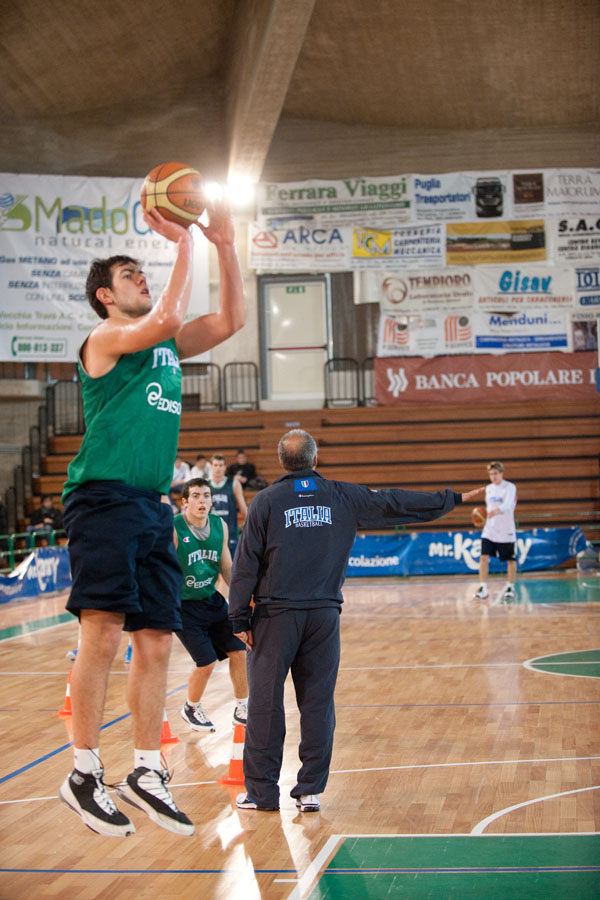
Giampaolo Ricci durante un allenamento con l' nell'estate 2011.

Il 6 luglio 2021 viene annunciato il suo passaggio all'Olimpia Milano, con cui sottoscrive un contratto biennale. Conclude la regular season 2021/2022 giocando 29 partite con una media di 15,6 minuti, 5 punti (57,1% da due, 37,3% da tre), 3,3 rimbalzi, e 1,1 assist. Vince il suo secondo scudetto consecutivo il 18 giugno 2022 in gara 6 playoff contro la sua ex-squadra, la Virtus Bologna.

### Nazionale
Nel luglio 2011 ha partecipato al raduno pre-Europei con l'Italia under 20 di coach Stefano Sacripanti.
A maggio 2017 è tra gli atleti a disposizione della Nazionale 3x3 maschile. A ottobre 2017 viene convocato da coach Romeo Sacchetti tra i 24 giocatori della lista FIBA per le Qualificazioni a FIBA World CUP 2019. A giugno 2018 gioca le qualificazioni FIBA 3x3 Europe Cup con maglia dell'Italia a Poitiers risultando il miglior realizzatore tra gli italiani. Il 10 luglio 2018 viene convocato nell'Italia sperimentale allenata da Romeo Sacchetti in vista di un raduno (dal 23 luglio al 1º agosto) e di un torneo amichevole (dal 3 al 7 agosto). In questa occasione la squadra italiana, che vede Ricci nel ruolo di capitano della squadra, vince il Torneo di Vicenza battendo in tre partite consecutive Paesi Bassi, USA e Germania. A febbraio 2019 fa parte del gruppo di giocatori della Nazionale maggiore che ottengono la qualificazione al Mondiale in Cina. Dopo il periodo di allenamenti e amichevoli del pre-mondiale Coach Sacchetti taglia dal gruppo Ricci e Brian Sacchetti. Nel 2020 partecipa alle Qualificazioni al Campionato europeo maschile di pallacanestro 2021 giocando da protagonista con 18 e 19 punti rispettivamente contro Russia et Estonia.
Partecipa al Torneo di qualificazione per le Olimpiadi di Tokio, in Serbia. Il 1 luglio 2021 con l'Italia batte il Porto Rico e due giorni dopo la Rep. Dominicana. Il 4 luglio, nella finale del Preolimpico, con la Nazionale batte la Serbia e si qualifica per le Olimpiadi di Tokyo. Partecipa alle Olimpiadi giocando 3 partite.
Nell'agosto del 2023, Ricci viene incluso dal commissario tecnico Gianmarco Pozzecco nella rosa italiana partecipante ai Mondiale maschili di pallacanestro in Giappone, Filippine e Indonesia, in cui gli azzurri concludono all'ottavo posto in seguito alle gare di piazzamento.

## Vita privata
Il 31 marzo 2023 si è laureato in matematica all'università di Bologna con una tesi di geometria dal titolo: "Il piano proiettivo reale e la superficie romana di Steiner". In precedenza si è diplomato nel 2010 presso il liceo scientifico "Farnesina" di Roma risultando uno dei pochi cestisti professionisti in Italia, oltre che laureati, diplomati presso una scuola pubblica.
Il padre, Francesco Ricci, è stato sindaco di Chieti dal 2005 al 2010.
La sorella Maria Irene Ricci, è una giocatrice professionista di pallavolo.

## Statistiche

### Eurolega
| Anno      | Squadra        | PG  | PT | MP   | TC%  | 3P%  | TL%  | RP  | AP  | PRP | SP  | PP  |
| --------- | -------------- | --- | -- | ---- | ---- | ---- | ---- | --- | --- | --- | --- | --- |
| 2021-2022 | Olimpia Milano | 36  | 5  | 12,4 | 46,9 | 36,2 | 50,0 | 2,2 | 0,4 | 0,4 | 0,1 | 3,2 |
| 2022-2023 | Olimpia Milano | 29  | 5  | 10,4 | 45,2 | 32,4 | 70,0 | 2,3 | 0,3 | 0,4 | 0,2 | 2,6 |
| 2023-2024 | Olimpia Milano | 22  | 2  | 7,0  | 22,6 | 17,4 | -    | 1,1 | 0,1 | 0,3 | 0,0 | 0,8 |
| 2024-2025 | Olimpia Milano | 32  | 15 | 15,0 | 65,2 | 44,8 | 100  | 2,5 | 0,4 | 0,4 | 0,2 | 3,6 |
| Carriera  | Carriera       | 119 | 27 | 11,3 | 60,8 | 35,8 | 69,2 | 2,1 | 0,3 | 0,4 | 0,2 | 2,7 |

### Eurocup
| Anno      | Squadra        | PG | PT | MP   | TC%  | 3P%  | TL%  | RP  | AP  | PRP | SP  | PP  |
| --------- | -------------- | -- | -- | ---- | ---- | ---- | ---- | --- | --- | --- | --- | --- |
| 2019-2020 | Virtus Bologna | 16 | 15 | 22,2 | 43,3 | 36,5 | 72,7 | 4,6 | 1,7 | 0,8 | 0,3 | 7,6 |
| 2020-2021 | Virtus Bologna | 21 | 20 | 19,4 | 48,1 | 35,9 | 71,4 | 3,8 | 1,4 | 0,4 | 0,1 | 6,4 |
| Carriera  | Carriera       | 37 | 35 | 20,7 | 45,7 | 36,2 | 72,0 | 4,1 | 1,5 | 0,5 | 0,2 | 6,9 |

### Club
Stagione regolare
| Stagione        | Squadra                            | Competizione       | Partite | Partite | Partite | Statistiche tiro | Statistiche tiro | Statistiche tiro | Altre statistiche | Altre statistiche | Altre statistiche | Altre statistiche | Altre statistiche |
| Stagione        | Squadra                            | Competizione       | Pres.   | Titol.  | Minuti  | Tiri da 2        | Tiri da 3        | Liberi           | Rimb.             | Assist            | Rubate            | Stopp.            | Punti             |
| --------------- | ---------------------------------- | ------------------ | ------- | ------- | ------- | ---------------- | ---------------- | ---------------- | ----------------- | ----------------- | ----------------- | ----------------- | ----------------- |
| 2009-2010       | Stella Azzurra Roma                | Serie B Dilettanti | 30      | ??      | 575     | 92/163           | 9/28             | 30/59            | 142               | 6                 | 33                | 5                 | 241               |
| 2010-2011       | Stella Azzurra Roma                | Serie B Dilettanti | 28      | ??      | 660     | 136/264          | 4/31             | 52/80            | 227               | 22                | 58                | 8                 | 336               |
| 2011-2012       | Unione Cestistica Casalpusterlengo | DNA                | 34      | ??      | 678     | 79/171           | 10/23            | 51/71            | 242               | 23                | 35                | 7                 | 239               |
| 2012-2013       | Unione Cestistica Casalpusterlengo | DNA                | 34      | ??      | 916     | 114/226          | 27/77            | 54/63            | 279               | 24                | 56                | 13                | 343               |
| 2013-2014       | Unione Cestistica Casalpusterlengo | DNA Silver         | 28      | ??      | 849     | 78/163           | 38/115           | 30/40            | 168               | 15                | 26                | 12                | 300               |
| 2014-2015       | Unione Cestistica Casalpusterlengo | Serie A2 Gold      | 26      | ??      | 750     | 78/156           | 12/35            | 34/41            | 144               | 18                | 25                | 10                | 292               |
| 2015-2016       | Scaligera Basket Verona            | Serie A2           | 29      | 10      | 493     | 34/73            | 32/102           | 14/25            | 113               | 15                | 18                | 4                 | 178               |
| 2016-2017       | Basket Derthona                    | Serie A2           | 29      | ??      | 490     | 82/152           | 37/127           | 29/45            | 179               | 52                | 21                | 9                 | 304               |
| 2017-2018       | Vanoli Cremona                     | Serie A            | 29      | 0       | 360     | 26/59            | 24/87            | 12/18            | 86                | 18                | 26                | 4                 | 136               |
| 2018-2019       | Vanoli Cremona                     | Serie A            | 29      | 3       | 529     | 64/116           | 42/149           | 37/56            | 133               | 22                | 13                | 9                 | 291               |
| 2019-2020       | Virtus Bologna                     | Serie A            | 20      | 20      | 475     | 37/70            | 32/73            | 14/17            | 98                | 37                | 19                | 3                 | 184               |
| 2020-2021       | Virtus Bologna                     | Serie A            | 28      | 28      | 565     | 37/68            | 32/89            | 8/11             | 121               | 45                | 19                | 5                 | 178               |
| 2021-2022       | Olimpia Milano                     | Serie A            | 29      | 5       | 452     | 32/56            | 22/59            | 14/17            | 96                | 31                | 17                | 5                 | 144               |
| Totale carriera | Totale carriera                    | Totale carriera    | 373     | 66      | 7792    | 889/1737         | 321/995          | 379/543          | 2028              | 328               | 366               | 94                | 3166              |

Playoff/Playout
| Stagione        | Squadra                            | Competizione       | Partite | Partite | Partite | Statistiche tiro | Statistiche tiro | Statistiche tiro | Altre statistiche | Altre statistiche | Altre statistiche | Altre statistiche | Altre statistiche |
| Stagione        | Squadra                            | Competizione       | Pres.   | Titol.  | Minuti  | Tiri da 2        | Tiri da 3        | Liberi           | Rimb.             | Assist            | Rubate            | Stopp.            | Punti             |
| --------------- | ---------------------------------- | ------------------ | ------- | ------- | ------- | ---------------- | ---------------- | ---------------- | ----------------- | ----------------- | ----------------- | ----------------- | ----------------- |
| 2011-2012       | Unione Cestistica Casalpusterlengo | Playoff DNA        | 2       | ??      | 46      | 9/11             | 0/3              | 1/1              | 13                | 2                 | 2                 | 0                 | 19                |
| 2012-2013       | Unione Cestistica Casalpusterlengo | Playoff DNA        | 3       | ??      | 92      | 11/14            | 0/8              | 3/3              | 27                | 0                 | 7                 | 0                 | 25                |
| 2013-2014       | Unione Cestistica Casalpusterlengo | Playoff DNA Silver | 12      | ??      | 350     | 25/47            | 22/48            | 13/18            | 55                | 5                 | 8                 | 2                 | 129               |
| 2015-2016       | Scaligera Basket Verona            | Serie A2           | 3       | 0       | 41      | 1/4              | 4/10             | 0/0              | 10                | 0                 | 2                 | 0                 | 14                |
| 2016-2017       | Basket Derthona                    | Serie A2           | 9       | ??      | 201     | 18/36            | 4/19             | 9/15             | 56                | 12                | 8                 | 4                 | 57                |
| 2017-2018       | Vanoli Cremona                     | Serie A            | 3       | 0       | 24      | 3/7              | 1/6              | 0/0              | 8                 | 1                 | 2                 | 0                 | 9                 |
| 2018-2019       | Vanoli Cremona                     | Serie A            | 9       | 0       | 142     | 11/21            | 13/38            | 4/4              | 32                | 6                 | 3                 | 0                 | 65                |
| 2020-2021       | Virtus Bologna                     | Serie A            | 10      | 10      | 202     | 12/23            | 15/38            | 10/11            | 49                | 13                | 2                 | 1                 | 202               |
| 2021-2022       | Olimpia Milano                     | Serie A            | 12      | 0       | 146     | 9/17             | 6/26             | 6/8              | 37                | 10                | 9                 | 3                 | 42                |
| Totale carriera | Totale carriera                    | Totale carriera    | 63      | 10      | 1244    | 99/180           | 65/188           | 43/57            | 287               | 49                | 45                | 10                | 562               |

Coppa Italia
| Stagione        | Squadra                      | Competizione                    | Partite | Partite | Partite | Statistiche tiro | Statistiche tiro | Statistiche tiro | Altre statistiche | Altre statistiche | Altre statistiche | Altre statistiche | Altre statistiche |
| Stagione        | Squadra                      | Competizione                    | Pres.   | Titol.  | Minuti  | Tiri da 2        | Tiri da 3        | Liberi           | Rimb.             | Assist            | Rubate            | Stopp.            | Punti             |
| --------------- | ---------------------------- | ------------------------------- | ------- | ------- | ------- | ---------------- | ---------------- | ---------------- | ----------------- | ----------------- | ----------------- | ----------------- | ----------------- |
| 2017-2018       | Guerino Vanoli Basket        | Postemobile Final Eight 2018    | 2       | 0       | 26      | 4/7              | 3/11             | 4/6              | 10                | 0                 | 2                 | 0                 | 21                |
| 2018-2019       | Guerino Vanoli Basket        | Postemobile Final Eight 2019    | 3       | 0       | 48      | 4/8              | 2/9              | 0/0              | 16                | 6                 | 0                 | 0                 | 14                |
| 2019-2020       | Virtus Pallacanestro Bologna | Zurich Connect Final Eight 2020 | 1       | 1       | 35      | 3/6              | 2/4              | 0/0              | 5                 | 3                 | 1                 | 0                 | 12                |
| 2020-2021       | Virtus Pallacanestro Bologna | Frecciarossa Final Eight 2021   | 1       | 1       | 11      | 0/1              | 3/3              | 2/2              | 3                 | 0                 | 0                 | 0                 | 11                |
| 2021-2022       | Olimpia Milano               | Frecciarossa Final Eight 2022   | 3       | 0       | 34      | 4/6              | 3/6              | 0/0              | 8                 | 1                 | 2                 | 0                 | 17                |
| Totale carriera | Totale carriera              | Totale carriera                 | 10      | 2       | 154     | 15/28            | 13/33            | 6/8              | 42                | 10                | 5                 | 0                 | 75                |

### Nazionale
| Cronologia completa delle presenze e dei punti in Nazionale - Italia | Cronologia completa delle presenze e dei punti in Nazionale - Italia | Cronologia completa delle presenze e dei punti in Nazionale - Italia | Cronologia completa delle presenze e dei punti in Nazionale - Italia | Cronologia completa delle presenze e dei punti in Nazionale - Italia | Cronologia completa delle presenze e dei punti in Nazionale - Italia | Cronologia completa delle presenze e dei punti in Nazionale - Italia | Cronologia completa delle presenze e dei punti in Nazionale - Italia |
| Data                                                                 | Città                                                                | In casa                                                              | Risultato                                                            | Ospiti                                                               | Competizione                                                         | Punti                                                                | Note                                                                 |
| -------------------------------------------------------------------- | -------------------------------------------------------------------- | -------------------------------------------------------------------- | -------------------------------------------------------------------- | -------------------------------------------------------------------- | -------------------------------------------------------------------- | -------------------------------------------------------------------- | -------------------------------------------------------------------- |
| 29/11/2018                                                           | Brescia                                                              | Italia                                                               | 70 - 65                                                              | Lituania                                                             | Qual. Mondiali 2019                                                  | 3                                                                    | [ 27 ]                                                               |
| 22/02/2019                                                           | Varese                                                               | Italia                                                               | 75 - 41                                                              | Ungheria                                                             | Qual. Mondiali 2019                                                  | 6                                                                    | [ 28 ]                                                               |
| 25/02/2019                                                           | Klaipėda                                                             | Lituania                                                             | 86 - 73                                                              | Italia                                                               | Qual. Mondiali 2019                                                  | 0                                                                    | [ 29 ]                                                               |
| 30/07/2019                                                           | Trento                                                               | Italia                                                               | 88 - 60                                                              | Romania                                                              | Torneo amichevole                                                    | 7                                                                    | [ 30 ]                                                               |
| 31/07/2019                                                           | Trento                                                               | Italia                                                               | 69 - 58                                                              | Costa d'Avorio                                                       | Torneo amichevole                                                    | 3                                                                    | [ 31 ]                                                               |
| 08/08/2019                                                           | Verona                                                               | Italia                                                               | 111 - 54                                                             | Senegal                                                              | Torneo amichevole                                                    | 9                                                                    | [ 32 ]                                                               |
| 10/08/2019                                                           | Verona                                                               | Italia                                                               | 72 - 54                                                              | Venezuela                                                            | Torneo amichevole                                                    | 9                                                                    | [ 33 ]                                                               |
| 16/08/2019                                                           | Atene                                                                | Grecia                                                               | 83 - 63                                                              | Italia                                                               | Torneo Acropolis 2019                                                | 2                                                                    | [ 34 ]                                                               |
| 17/08/2019                                                           | Atene                                                                | Italia                                                               | 64 - 96                                                              | Serbia                                                               | Torneo Acropolis 2019                                                | 0                                                                    | [ 35 ]                                                               |
| 18/08/2019                                                           | Atene                                                                | Italia                                                               | 70 - 72                                                              | Turchia                                                              | Torneo Acropolis 2019                                                | 0                                                                    | [ 36 ]                                                               |
| 23/08/2019                                                           | Shenyang                                                             | Italia                                                               | 65 - 71                                                              | Serbia                                                               | Torneo amichevole                                                    | 0                                                                    | [ 37 ]                                                               |
| 26/08/2019                                                           | Anshan                                                               | Italia                                                               | 82 - 88                                                              | Nuova Zelanda                                                        | Torneo amichevole                                                    | 0                                                                    | [ 38 ]                                                               |
| 20/02/2020                                                           | Napoli                                                               | Italia                                                               | 83 - 64                                                              | Russia                                                               | Qual. Euro 2022                                                      | 19                                                                   | [ 39 ]                                                               |
| 23/02/2020                                                           | Tallinn                                                              | Estonia                                                              | 81 - 87                                                              | Italia                                                               | Qual. Euro 2022                                                      | 18                                                                   | [ 40 ]                                                               |
| 30/11/2020                                                           | Tallinn                                                              | Russia                                                               | 66 - 70                                                              | Italia                                                               | Qual. Euro 2022                                                      | 12                                                                   | [ 41 ]                                                               |
| 18/02/2021                                                           | Perm'                                                                | Italia                                                               | 92 - 84                                                              | Macedonia del Nord                                                   | Qual. Euro 2022                                                      | 11                                                                   | [ 42 ]                                                               |
| 19/02/2021                                                           | Perm'                                                                | Italia                                                               | 101 - 105 dts                                                        | Estonia                                                              | Qual. Euro 2022                                                      | 19                                                                   | [ 43 ]                                                               |
| 21/02/2021                                                           | Perm'                                                                | Macedonia del Nord                                                   | 87 - 78                                                              | Italia                                                               | Qual. Euro 2022                                                      | 2                                                                    | [ 44 ]                                                               |
| 01/07/2021                                                           | Belgrado                                                             | Italia                                                               | 90 - 83                                                              | Porto Rico                                                           | Qual. Olimpiadi 2021                                                 | 6                                                                    | [ 45 ]                                                               |
| 03/07/2021                                                           | Belgrado                                                             | Italia                                                               | 79 - 59                                                              | Rep. Dominicana                                                      | Qual. Olimpiadi 2021                                                 | 2                                                                    | [ 46 ]                                                               |
| 04/07/2021                                                           | Belgrado                                                             | Serbia                                                               | 95 - 102                                                             | Italia                                                               | Qual. Olimpiadi 2021                                                 | 3                                                                    | [ 47 ]                                                               |
| 25/07/2021                                                           | Saitama                                                              | Germania                                                             | 82 - 92                                                              | Italia                                                               | Olimpiadi 2021 - Fase a gironi                                       | 0                                                                    | [ 48 ]                                                               |
| 28/07/2021                                                           | Saitama                                                              | Italia                                                               | 83 - 86                                                              | Australia                                                            | Olimpiadi 2021 - Fase a gironi                                       | 7                                                                    | [ 49 ]                                                               |
| 31/07/2021                                                           | Saitama                                                              | Italia                                                               | 80 - 71                                                              | Nigeria                                                              | Olimpiadi 2021 - Fase a gironi                                       | 6                                                                    | [ 50 ]                                                               |
| 03/08/2021                                                           | Saitama                                                              | Italia                                                               | 75 - 84                                                              | Francia                                                              | Olimpiadi 2021 - Quarti                                              | 0                                                                    | [ 51 ]                                                               |
| 04/07/2022                                                           | Almere                                                               | Paesi Bassi                                                          | 81 - 92                                                              | Italia                                                               | Qual. Mondiali 2023                                                  | 3                                                                    | [ 52 ]                                                               |
| 12/08/2022                                                           | Bologna                                                              | Italia                                                               | 78 - 79 dts                                                          | Francia                                                              | Amichevole                                                           | 3                                                                    | [ 53 ]                                                               |
| 16/08/2022                                                           | Montpellier                                                          | Francia                                                              | 100 - 68                                                             | Italia                                                               | Amichevole                                                           | 0                                                                    | [ 54 ]                                                               |
| 19/08/2022                                                           | Amburgo                                                              | Italia                                                               | 86 - 90                                                              | Serbia                                                               | Torneo amichevole                                                    | 7                                                                    | [ 55 ]                                                               |
| 20/08/2022                                                           | Amburgo                                                              | Italia                                                               | 96 - 80                                                              | Rep. Ceca                                                            | Torneo amichevole                                                    | 12                                                                   | [ 56 ]                                                               |
| 24/08/2022                                                           | Riga                                                                 | Ucraina                                                              | 89 - 97                                                              | Italia                                                               | Qual. Mondiali 2023                                                  | 9                                                                    | [ 57 ]                                                               |
| 27/08/2022                                                           | Brescia                                                              | Italia                                                               | 91 - 84                                                              | Georgia                                                              | Qual. Mondiali 2023                                                  | 4                                                                    | [ 58 ]                                                               |
| 02/09/2022                                                           | Milano                                                               | Italia                                                               | 83 - 62                                                              | Estonia                                                              | EuroBasket 2022 - Fase a gironi                                      | 4                                                                    | [ 59 ]                                                               |
| 03/09/2022                                                           | Milano                                                               | Grecia                                                               | 85 - 81                                                              | Italia                                                               | EuroBasket 2022 - Fase a gironi                                      | 3                                                                    | [ 60 ]                                                               |
| 05/09/2022                                                           | Milano                                                               | Ucraina                                                              | 84 - 73                                                              | Italia                                                               | EuroBasket 2022 - Fase a gironi                                      | 9                                                                    | [ 61 ]                                                               |
| 06/09/2022                                                           | Milano                                                               | Italia                                                               | 81 - 76                                                              | Croazia                                                              | EuroBasket 2022 - Fase a gironi                                      | 8                                                                    | [ 62 ]                                                               |
| 08/09/2022                                                           | Milano                                                               | Italia                                                               | 90 - 56                                                              | Gran Bretagna                                                        | EuroBasket 2022 - Fase a gironi                                      | 10                                                                   | [ 63 ]                                                               |
| 11/09/2022                                                           | Berlino                                                              | Serbia                                                               | 86 - 94                                                              | Italia                                                               | EuroBasket 2022 - Ottavi                                             | 2                                                                    | [ 64 ]                                                               |
| 14/09/2022                                                           | Berlino                                                              | Francia                                                              | 93 - 85 dts                                                          | Italia                                                               | EuroBasket 2022 - Quarti                                             | 4                                                                    | [ 65 ]                                                               |
| 11/11/2022                                                           | Pesaro                                                               | Italia                                                               | 84 - 88 dts                                                          | Spagna                                                               | Qual. Mondiali 2023                                                  | 5                                                                    | [ 66 ]                                                               |
| 14/11/2022                                                           | Tbilisi                                                              | Georgia                                                              | 84 - 85                                                              | Italia                                                               | Qual. Mondiali 2023                                                  | 8                                                                    | [ 67 ]                                                               |
| 23/02/2023                                                           | Livorno                                                              | Italia                                                               | 85 - 75                                                              | Ucraina                                                              | Qual. Mondiali 2023                                                  | 3                                                                    | [ 68 ]                                                               |
| 04/08/2023                                                           | Trento                                                               | Italia                                                               | 90 - 89 dts                                                          | Turchia                                                              | Torneo amichevole                                                    | 6                                                                    | [ 69 ]                                                               |
| 05/08/2023                                                           | Trento                                                               | Italia                                                               | 79 - 61                                                              | Cina                                                                 | Torneo amichevole                                                    | 11                                                                   | [ 70 ]                                                               |
| 09/08/2023                                                           | Atene                                                                | Italia                                                               | 89 - 88                                                              | Serbia                                                               | Torneo Acropolis 2023                                                | 9                                                                    | [ 71 ]                                                               |
| 10/08/2023                                                           | Atene                                                                | Grecia                                                               | 70 - 74                                                              | Italia                                                               | Torneo Acropolis 2023                                                | 5                                                                    | [ 72 ]                                                               |
| 13/08/2023                                                           | Ravenna                                                              | Italia                                                               | 98 - 65                                                              | Porto Rico                                                           | Amichevole                                                           | 2                                                                    | [ 73 ]                                                               |
| 20/08/2023                                                           | Shenzhen                                                             | Italia                                                               | 93 - 87                                                              | Brasile                                                              | Torneo amichevole                                                    | 11                                                                   | [ 74 ]                                                               |
| 21/08/2023                                                           | Shenzhen                                                             | Italia                                                               | 88 - 81                                                              | Nuova Zelanda                                                        | Torneo amichevole                                                    | 12                                                                   | [ 75 ]                                                               |
| 25/08/2023                                                           | Santa Maria                                                          | Angola                                                               | 67 - 81                                                              | Italia                                                               | Mondiali 2023 - 1ª fase a gironi                                     | 12                                                                   | [ 76 ]                                                               |
| 27/08/2023                                                           | Quezon City                                                          | Italia                                                               | 82 - 87                                                              | Rep. Dominicana                                                      | Mondiali 2023 - 1ª fase a gironi                                     | 12                                                                   | [ 77 ]                                                               |
| 29/08/2023                                                           | Quezon City                                                          | Filippine                                                            | 83 - 90                                                              | Italia                                                               | Mondiali 2023 - 1ª fase a gironi                                     | 14                                                                   | [ 78 ]                                                               |
| 01/09/2023                                                           | Quezon City                                                          | Serbia                                                               | 76 - 78                                                              | Italia                                                               | Mondiali 2023 - 2ª fase a gironi                                     | 0                                                                    | [ 79 ]                                                               |
| 03/09/2023                                                           | Quezon City                                                          | Italia                                                               | 73 - 57                                                              | Porto Rico                                                           | Mondiali 2023 - 2ª fase a gironi                                     | 15                                                                   | [ 80 ]                                                               |
| 05/09/2023                                                           | Pasay                                                                | Italia                                                               | 63 - 100                                                             | Stati Uniti                                                          | Mondiali 2023 - Quarti                                               | 5                                                                    | [ 81 ]                                                               |
| 07/09/2023                                                           | Pasay                                                                | Italia                                                               | 82 - 87                                                              | Lettonia                                                             | Mondiali 2023 - Semifinale 5º-8º posto                               | 8                                                                    | [ 82 ]                                                               |
| 09/09/2023                                                           | Pasay                                                                | Italia                                                               | 85 - 89                                                              | Slovenia                                                             | Mondiali 2023 - Finale 7º-8º posto                                   | 11                                                                   | [ 83 ]                                                               |
| 22/02/2024                                                           | Pesaro                                                               | Italia                                                               | 87 - 80                                                              | Turchia                                                              | Qual. Euro 2025                                                      | 11                                                                   | [ 84 ]                                                               |
| 25/02/2024                                                           | Szombathely                                                          | Ungheria                                                             | 62 - 83                                                              | Italia                                                               | Qual. Euro 2025                                                      | 6                                                                    | [ 85 ]                                                               |
| 23/06/2024                                                           | Trento                                                               | Italia                                                               | 79 - 68                                                              | Georgia                                                              | Torneo amichevole                                                    | 2                                                                    | [ 86 ]                                                               |
| 25/06/2024                                                           | Madrid                                                               | Spagna                                                               | 84 - 87 dts                                                          | Italia                                                               | Amichevole                                                           | 4                                                                    | [ 87 ]                                                               |
| 03/07/2024                                                           | San Juan                                                             | Italia                                                               | 114 - 53                                                             | Bahrein                                                              | Qual. Olimpiadi 2024                                                 | 9                                                                    | [ 88 ]                                                               |
| 05/07/2024                                                           | San Juan                                                             | Porto Rico                                                           | 80 - 69                                                              | Italia                                                               | Qual. Olimpiadi 2024                                                 | 7                                                                    | [ 89 ]                                                               |
| 07/07/2024                                                           | San Juan                                                             | Italia                                                               | 64 - 88                                                              | Lituania                                                             | Qual. Olimpiadi 2024                                                 | 6                                                                    | [ 90 ]                                                               |
| 25/11/2024                                                           | Reggio Emilia                                                        | Italia                                                               | 74 - 81                                                              | Islanda                                                              | Qual. Euro 2025                                                      | 18                                                                   | [ 91 ]                                                               |
| 02/08/2025                                                           | Trento                                                               | Italia                                                               | 87 - 61                                                              | Islanda                                                              | Torneo amichevole                                                    | 6                                                                    | [ 92 ]                                                               |
| 03/08/2025                                                           | Trento                                                               | Italia                                                               | 80 - 56                                                              | Senegal                                                              | Torneo amichevole                                                    | 12                                                                   | [ 93 ]                                                               |
| 09/08/2025                                                           | Trieste                                                              | Italia                                                               | 91 - 75                                                              | Lettonia                                                             | Amichevole                                                           | 16                                                                   | [ 94 ]                                                               |
| 14/08/2025                                                           | Bologna                                                              | Italia                                                               | 84 - 72                                                              | Argentina                                                            | Amichevole                                                           | 2                                                                    | [ 95 ]                                                               |
| Totale                                                               |                                                                      | Presenze                                                             | 69                                                                   |                                                                      | Punti                                                                | 470                                                                  |                                                                      |

## Palmarès

### Club
- Coppa Italia: 2

Vanoli Cremona: 2019
Olimpia Milano: 2022
- Campionato italiano: 4

Virtus Bologna: 2020-21
Olimpia Milano: 2021-22, 2022-23,  2023-24
- Supercoppa italiana: 1

Olimpia Milano: 2024

### Individuale
- Miglior Rimbalzista Final 8 di Coppa Italia: 1

2019
- Miglior Difensore Final 8 di Coppa Italia: 1

2019